# Крутицкий Вал
У́лица Крути́цкий Вал — улица в центре Москвы, часть бывшего Камер-Коллежского вала. Расположена в Южнопортовом районе между площадью Крестьянская Застава и 1-м Крутицким переулком.

## История
Улица возникла на участке Камер-Коллежского вала, примыкавшем к Крутицкой слободе. До 1922 года — улица Крутицкий Камер-Коллежский Вал. Крутицкие улица, переулки и набережная возникли в XVIII—XIX веках, сохраняя название существовавшего здесь Крутицкого подворья архиереев Сарайских и Подонских (их епархия находилась в золотоордынской столице Сарай-Бату).
С 1916 по 1976 годы по Крутицкому валу проходила трамвайная линия, впоследствии перенесённая на соседний Симоновский вал.

## Описание
Улица Крутицкий Вал начинается в городской застройке в районе площади Крестьянская Застава вместе со 2-м Крутицким переулком, расходясь с последним под острым углом, проходит на юго-запад до 1-го Крутицкого параллельно улице Симоновский Вал. Крутицкий и Симоновский Валы разделены друг от друга единственным домом (№ 3).

## Здания и сооружения
По нечётной стороне:
- Дом 3 — детская поликлиника № 61, филиал № 2 ЮВАО; салоны красоты;
- Дом 3, корпус 2 — салон красоты

По чётной стороне:
- Дом 8/22 — Симоновская межрайонная прокуратура Южного адм. округа (Даниловский, Донской, Нагатино-Садовники, Нагатинский Затон);
- Дом 14 — БЦ «Крутицкий»;
- Дом 16 — БЦ;
- Дом 24 — Мастер Май;
- Дом 26, строение 2 — поликлиника.